# Baltimore Ravens 2022
La stagione 2022 dei Baltimore Ravens è stata la 27ª della franchigia nella National Football League, la 15ª con John Harbaugh come capo-allenatore.
Questa fu la prima stagione nella storia dei Ravens in cui la squadra non riuscì a segnare alcun touchdown con la propria difesa. Dopo una vittoria nella settimana 16 contro gli Atlanta Falcons e le sconfitte di New England Patriots e New York Jets, la squadra si qualificò per i playoff, dopo averli saltati nell'anno precedente. Lì fu sconfitta nel primo turno dai Cincinnati Bengals per 24–17.
Gli infortuni in attacco rallentarono la squadra per la seconda stagione consecutiva. I running back Gus Edwards e J.K. Dobbins persero alcune gare e i wide receiver Rashod Bateman e Devin Duvernay si infortunarono entrambi per il resto dell'anno nel nono turno. Il quarterback Lamar Jackson si infortunò anch'egli nella settimana 13. Anche se ritenuto inizialmente un problema di breve durata, saltò tutto il resto della stagione. L'attacco fu pesantemente ridimensionato con Tyler Huntley dietro il centro e i Ravens non segnarono mai più di 17 punti quando scese in campo come titolare, malgrado Huntley sia stato selezionato per il Pro Bowl al posto dell'infortunato Josh Allen. I Ravens ebbero anche problemi nel chiudere le partite: per quattro sprecarono un vantaggio di almeno 10 punti e per due volte di almeno 17 punti.

## Scelte nel Draft 2022
| Scelte dei Ravens nel Draft 2022 |        |                    |       |                  |
| Giro                             | Scelta | Giocatore          | Ruolo | College          |
| 1                                | 14     | Kyle Hamilton      | S     | Notre Dame       |
| 1                                | 25     | Tyler Linderbaum   | C     | Iowa             |
| 2                                | 45     | David Ojabo        | OLB   | Michigan         |
| 3                                | 76     | Travis Jones       | DT    | UConn            |
| 4                                | 110    | Daniel Faalele     | OT    | Minnesota        |
| 4                                | 119    | Jalyn Armour-Davis | CB    | Alabama          |
| 4                                | 128    | Charlie Kolar      | TE    | Iowa State       |
| 4                                | 130    | Jordan Stout       | P     | Penn State       |
| 4                                | 139    | Isaiah Likely      | TE    | Coastal Carolina |
| 4                                | 141    | Damarion Williams  | CB    | Houston          |
| 6                                | 196    | Tyler Badie        | RB    | Missouri         |

## Roster
| Roster dei Baltimore Ravens nel 2022 |
| --- |
| Quarterback - 2 Tyler Huntley - 8 Lamar Jackson Running Back - 28 Mike Davis - 27 J.K. Dobbins - 17 Kenyan Drake - 43 Justice Hill - 42 Patrick Ricard FB Wide Receiver - 7 Rashod Bateman - 13 Devin Duvernay - 3 James Proche - 10 Demarcus Robinson - 16 Tylan Wallace Tight End - 89 Mark Andrews - 86 Nick Boyle - 80 Isaiah Likely - 84 Josh Oliver Offensive Linemen - 66 Ben Cleveland G - 63 Trystan Colon C - 77 Daniel Faalele T - 71 Ja'Wuan James T - 64 Tyler Linderbaum C - 65 Patrick Mekari T - 78 Morgan Moses T - 72 Ben Powers G - 79 Ronnie Stanley T - 70 Kevin Zeitler G Defensive Linemen - 93 Calais Campbell DE - 98 Travis Jones NT - 92 Justin Madubuike DT - 58 Michael Pierce NT - 68 Brent Urban DE - 96 Broderick Washington Jr. DT Linebacker - 56 Josh Bynes ILB - 40 Malik Harrison ILB - 50 Justin Houston OLB - 99 Odafe Oweh OLB - -- Del'Shawn Phillips ILB - 6 Patrick Queen ILB - 46 Josh Ross ILB - 57 Kristian Welch ILB Defensive Back - 5 Jalyn Armour-Davis CB - 36 Chuck Clark SS - 18 Kyle Fuller CB - 14 Kyle Hamilton FS - 44 Marlon Humphrey CB - 24 Marcus Peters CB - 21 Brandon Stephens FS - 26 Geno Stone SS - 22 Damarion Williams CB - 32 Marcus Williams FS Special Team - 46 Nick Moore LS - 11 Jordan Stout P - 9 Justin Tucker K Lista delle riserve - 47 Vince Biegel OLB (IR) - 82 Slade Bolden WR (IR) - 54 Tyus Bowser OLB (PUP) - 85 Shemar Bridges WR (IR) - 97 Aaron Crawford NT (IR) - 35 Gus Edwards RB (PUP) - 59 Daelin Hayes OLB (IR) - 88 Charlie Kolar TE (IR) - 90 David Ojabo OLB (IR) Squadra di allenamento - 30 Tyler Badie RB - 12 Anthony Brown QB - 94 Isaiah Mack DT - 38 Ben Mason FB - 69 Kahlil McKenzie OG - 60 Steven Means OLB - 51 Jeremiah Moon OLB - 91 Rayshad Nichols DT - 18 Makai Polk WR - 25 Kevon Seymour CB - 62 David Sharpe OT - 81 Binjimen Victor WR - 29 Ar'Darius Washington FS - 11 Raleigh Webb WR - 41 Daryl Worley CB 53 attivi, 9 inattivi, 15 nella squadra di allenamento |
| Legenda - I rookie sono in corsivo. - Il primo ruolo è il principale mentre gli eventuali successivi indicano i ruoli secondari. - (IR) sta per Injured Reserve ed indica la lista ristretta per un solo giocatore infortunato che può tornare ad allenarsi dopo la settimana 6 e a rientrare in prima squadra dopo che questa ha giocato 8 partite. - (NF-Inj.) / (NF-Ill.) stanno rispettivamente per Non-Football Injured e Non-Football Illness ed indicano le liste dove viene inserito un giocatore che ha un infortunio o una malattia non dipendente dal football americano. - (PUP) sta per Physically Unable to Perform ed indica la lista dove viene inserito un giocatore mentre è in attesa di recuperare la condizione fisica. Nella stagione regolare dopo la sesta partita giocata dalla propria squadra, il giocatore ha tempo tre settimane per riprendere ad allenarsi, più tre settimane aggiuntive dal suo rientro agli allenamenti per rientrare in prima squadra. |

## Precampionato
Il 12 maggio 2022 sono state annunciate le partite dei Ravens nel precampionato.
I Ravens, vincendo tutte e tre le partite, hanno migliorato il record NFL di vittorie consecutive in precampionato, già detenuto dalla squadra dalla stagione 2021, portandolo a 23.
| Precampionato |                |                       |           |        |                    |         |
| Settimana     | Data           | Avversario            | Risultato | Record | Stadio             | Sintesi |
| 1             | 11 agosto 2022 | Tennessee Titans      | V 23-10   | 1-0    | M&T Bank Stadium   | Sintesi |
| 2             | 21 agosto 2022 | @ Arizona Cardinals   | V 24-17   | 2-0    | State Farm Stadium | Sintesi |
| 3             | 27 agosto 2022 | Washington Commanders | V 17-15   | 3-0    | M&T Bank Stadium   | Sintesi |

## Stagione regolare

### Calendario
Il calendario della stagione regolare è stato annunciato il 12 maggio 2022. Il gruppo degli avversari, stabiliti sulla base delle rotazioni previste dalla NFL per gli accoppiamenti tra le division nonché dai piazzamenti ottenuti nella stagione precedente, fu giudicato come il 23º più duro da affrontare tra tutti quelli della stagione 2022.
| Stagione regolare |                   |                            |           |        |                       |         |
| Settimana         | Data              | Avversario                 | Risultato | Record | Stadio                | Sintesi |
| 1                 | 11 settembre 2022 | @ New York Jets            | V 24-9    | 1-0    | MetLife Stadium       | Sintesi |
| 2                 | 18 settembre 2022 | Miami Dolphins             | S 42-38   | 1-1    | M&T Bank Stadium      | Sintesi |
| 3                 | 25 settembre 2022 | @ New England Patriots     | V 37-26   | 2-1    | Gillette Stadium      | Sintesi |
| 4                 | 2 ottobre 2022    | Buffalo Bills              | S 20-23   | 2-2    | M&T Bank Stadium      | Sintesi |
| 5                 | 9 ottobre 2022    | Cincinnati Bengals (S)     | V 19-17   | 3-2    | M&T Bank Stadium      | Sintesi |
| 6                 | 16 ottobre 2022   | @ New York Giants          | S 20-24   | 3-3    | MetLife Stadium       | Sintesi |
| 7                 | 23 ottobre 2022   | Cleveland Browns           | V 23-20   | 4-3    | M&T Bank Stadium      | Sintesi |
| 8                 | 27 ottobre 2022   | @ Tampa Bay Buccaneers (T) | V 27-22   | 5-3    | Raymond James Stadium | Sintesi |
| 9                 | 7 novembre 2022   | @ New Orleans Saints (M)   | V 27-13   | 6-3    | Caesars Superdome     | Sintesi |
| 10                | Riposo            | Riposo                     | Riposo    | Riposo | Riposo                | Riposo  |
| 11                | 20 novembre 2022  | Carolina Panthers          | V 13-3    | 7-3    | M&T Bank Stadium      | Sintesi |
| 12                | 27 novembre 2022  | @ Jacksonville Jaguars     | S 27-28   | 7-4    | TIAA Bank Field       | Sintesi |
| 13                | 4 dicembre 2022   | Denver Broncos             | V 10-9    | 8-4    | M&T Bank Stadium      | Sintesi |
| 14                | 11 dicembre 2022  | @ Pittsburgh Steleers      | V 16-14   | 9-4    | Acrisure Stadium      | Sintesi |
| 15                | 17 dicembre 2022  | @ Cleveland Browns         | S 3-13    | 9-5    | FirstEnergy Stadium   | Sintesi |
| 16                | 24 dicembre 2022  | Atlanta Falcons            | V 17-9    | 10-5   | M&T Bank Stadium      | Sintesi |
| 17                | 1º gennaio 2023   | Pittsburgh Steleers (S)    | S 13-16   | 10-6   | M&T Bank Stadium      | Sintesi |
| 18                | 8 gennaio 2023    | @ Cincinnati Bengals       | S 16-27   | 10-7   | Paycor Stadium        | Sintesi |

Note:
- Gli avversari della propria division sono in grassetto.
- Il simbolo "@" indica una partita giocata in trasferta.
- (M) indica il Monday Night Football, (T) il Thursday Night Football, (S) il Sunday Night Football e (I) le International Series.

## Play-off
Al termine della stagione regolare i Ravens arrivarono secondi nella AFC North con un record di 10 vittorie e 7 sconfitte, qualificandosi ai play-off con il seed 6.
| Play-off  |                 |                         |           |        |                |         |
| Turno     | Data            | Avversario (seed)       | Risultato | Record | Stadio         | Sintesi |
| Wild Card | 15 gennaio 2023 | @ Cincinnai Bengals (3) | S 17-24   | 0-1    | Paycor Stadium | Sintesi |

## Premi

### Premi settimanali e mensili
- Lamar Jackson:

giocatore offensivo della AFC del mese di settembre
- Justin Houston:

difensore della AFC della settimana 9
- Calais Campbell

giocatore degli special team della AFC della settimana 14
- Roquan Smith

difensore della AFC del mese di dicembre e gennaio